# (33176) 1998 FN12
1998 FN12 (asteroide 33176) é um asteroide da cintura principal. Possui uma excentricidade de 0.03042570 e uma inclinação de 1.91997º.
Este asteroide foi descoberto no dia 20 de março de 1998 por Beijing Schmidt CCD Asteroid Program em Xinglong.